# Nguyễn Trọng Phi
Nguyễn Trọng Phi (sinh năm 1991) là một cầu thủ bóng đá người Việt Nam hiện đang là Tiền đạo của câu lạc bộ Sanna Khánh Hoà - Biển Việt Nam.